# Ло Барнечеа
Ло Барнечеа (шп. Lo Barnechea) је општина у Чилеу. По подацима са пописа из 2002. године број становника у месту је био 72.278.

## Демографија
| 2002.  |
| ------ |
| 72,278 |